# Bankivia
Bankivia is een geslacht van weekdieren uit de klasse van de Gastropoda (slakken).

## Soort
- Bankivia fasciata (Menke, 1830)